# Lagynogaster vitalisiana
Lagynogaster vitalisiana là một loài ruồi trong họ Asilidae. Lagynogaster vitalisiana được Frey miêu tả năm 1937. Loài này phân bố ở miền Ấn Độ - Mã Lai.